# 15568 Jathe
15568 Jathe è un asteroide della fascia principale. Scoperto nel 2000, presenta un'orbita caratterizzata da un semiasse maggiore pari a 2,976684 UA e da un'eccentricità di 0,040931, inclinata di 0,913673° rispetto all'eclittica. Ha un diametro di 5,415 km e un periodo di rotazione di 5,718 ore.